# Karel Koželuh
Karel Koželuh (ur. 7 marca 1895 w Pradze, zm. 27 kwietnia 1950 w Klánovicach) – wszechstronny sportowiec czeski, tenisista, piłkarz, hokeista.

## Kariera zawodowa
W 1923 Koželuh występował na środku ataku w reprezentacji piłkarskiej Czechosłowacji. Grał także w ataku kadry hokejowej, wraz z którą zdobył mistrzostwo Europy (1925) i brązowy medal mistrzostw Europy (1923). W finale mistrzostw Europy w 1925 przeciwko Szwajcarii strzelił decydującą o tytule bramkę.
Największą sławę zyskał jako tenisista. Praworęczny gracz nie osiągał sukcesów jako amator, natomiast przeszedł do historii jako jeden z pierwszych zawodowców. W 1925 sięgnął po tytuł mistrza świata zawodowców, w latach 1925–1932 (z przerwą w 1931) wygrywał zawodowe międzynarodowe mistrzostwa Francji. Miał również na koncie tytuły mistrza Europy zawodowców (wygrał European Professional Tour w 1932) oraz mistrza USA zawodowców (1929, 1932, 1937). W finale mistrzostw USA był ponadto w 1928, 1930, 1934 i 1935, ale mecze te przegrywał. Pokonał w pojedynku zawodowym m.in. znanego Amerykanina Williama Tildena.
Od połowy lat 20. przebywał na stałe w USA, oprócz gry zajmując się pracą trenerską. Po II wojnie światowej powrócił do Czechosłowacji. W 1950 zginął w wypadku samochodowym koło Pragi. Był starszym bratem Jana Koželuha, przedwojennego reprezentanta Czechosłowacji w Pucharze Davisa. Sam w Pucharze Davisa rywalizować nie mógł ze względu na status profesjonalny, z tego samego powodu ominęły go ewentualne sukcesy w turniejach wielkoszlemowych.
Dysponował zarówno dobrymi, regularnymi uderzeniami z głębi kortu, jak i umiejętnościami gry wolejowej. Nosił przydomek „Freda Astaire’a kortów”. W 2006 jego nazwisko zostało wpisane do Międzynarodowej Tenisowej Galerii Sławy.